# George Calvert, 1:e baron Baltimore

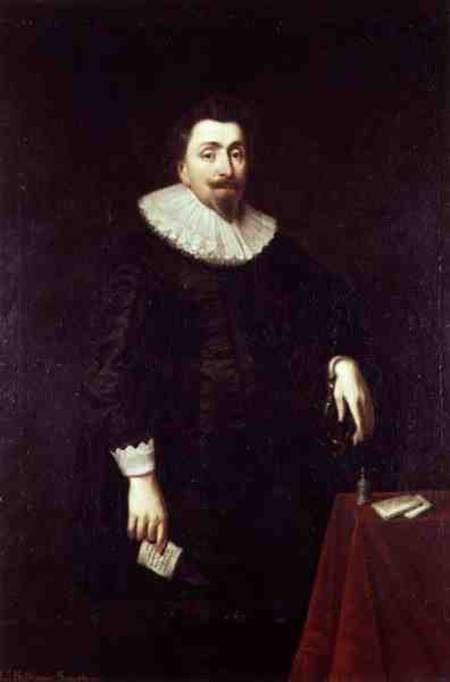
George Calvert, 1:e baron Baltimore.

George Calvert, 1:e baron Baltimore, född omkring 1579 i Yorkshire, död den 15 april 1632, var en engelsk statsman och kolonigrundläggare. Han var far till Cecil, Leonard och Phillip Calvert.
Calvert utbildade sig genom studier i Oxford och utländska resor, invaldes 1609 i parlamentet och användes för varjehanda sekreterargöromål i Jakob I:s tjänst, adlades 1617 och blev 1619 genom gunstlingen Buckinghams inflytande Secretary of State. Såsom sådan hade Calvert att inför 1621 års parlament i underhuset försvara kungens utrikespolitik och söka utverka anslag till försvaret av Pfalz efter slaget på Vita berget. I underhuset blev hans ställning mycket svår och ömtålig, och det allmänna misstroendet mot honom stegrades till och med till orättvisa beskyllningar att han skulle sålt sig åt Spanien. Calvert var under de följande åren ett av de mest anlitade verktygen för kung Jakobs vankelmodiga utrikespolitik utan att personligen på denna kunna utöva något större inflytande. Han gynnade ivrigt planen på kronprinsen Karls giftermål med en spansk prinsessa, och denna plans fullständiga misslyckande medförde hans eget fall. 
År 1625 nedlade Calvert sitt ämbete och övergick samtidigt öppet till romersk-katolska kyrkan. Samma år fick han titeln baron Baltimore (en ort i grevskapet Longford på Irland). Calvert ägnade sig under sin återstående levnad huvudsakligen åt kolonisationsföretag. Redan 1621 och 1622 hade han sänt expeditioner till Newfoundland och där grundat en koloni, Avalon, för vilken han 1623 erhöll kungligt fribrev med vidsträckta rättigheter, men för vilken han också gjorde stora ekonomiska uppoffringar. För att övervaka företaget besökte han Newfoundland 1627, men nödgades 1629 på grund av klimatiska svårigheter söka lämpligare kolonisationsområde längre söderut. Avvisad från Virginia, då han som romersk katolik vägrade avlägga föreskrivna eder, sökte han åt sig utverka ett område norr och öster om floden Potomac, men avled innan det fribrev hunnit utfärdas, som (den 20 juni 1632) åt honom upplät de nuvarande delstaterna Maryland och Delaware jämte delar av nuvarande Pennsylvania och Virginia.